# Verwaltungsgemeinschaft Gardelegen-Land
In der Verwaltungsgemeinschaft Gardelegen-Land waren bis zum 1. Januar 2005 die Gemeinden Algenstedt, Estedt, Hottendorf, Jävenitz, Jerchel, Jeseritz, Kassieck, Letzlingen, Lindstedt, Potzehne, Roxförde, Schenkenhorst, Seethen, Wannefeld, Wiepke und Zichtau im sachsen-anhaltischen Altmarkkreis Salzwedel zusammengeschlossen.
Bei der Auflösung der VG wurde sie mit der ebenfalls aufgelösten VG Mieste zur neuen Verwaltungsgemeinschaft Südliche Altmark zusammengelegt. Bei der Zusammenlegung mit den Gemeinden der Hansestadt Gardelegen entstand 2011 eine neue, noch größere Verwaltungsgemeinschaft.